# Heimataerde
Heimatærde — немецкий электро-индастриал / EBM сольный проект DJ Ash, основанный в 2004 г. 
Каждый альбом группы является концептуальным. Главным героем мифологии группы является рыцарь-тамплиер Ашлар, со временем разочаровавшийся в служении Богу и ставший вампиром. В своих скитаниях Ашлар находит место вне времени под названием Heimataerde, в котором он надеется обрести покой. Однако Орден Тамплиеров хочет захватить эту землю, преследуя собственные интересы.
Музыка характеризуется средневековыми мотивами, плотность которых, правда, снизилась в более поздних работах.  Также со временем музыка стала менее жесткой и более танцевальной и приблизилась к стилю EBM.

## Состав группы
- Ashlar von Megalon — музыка, вокал, концепция

- Bruder Jacques de Pèrigord — электрогитара, бэк-вокал
- Bruder In Hoc Signo — клавишные
- Schwester Johanna Dikaja — клавишные, духовые
- Bruder Henry von Kent — ударные
- Bruder Ignatius von Schneeberg — сценический воин

## Дискография

### Студийные альбомы
- 2005: Gotteskrieger
- 2006: Kadavergehorsam
- 2007: Leben Geben Leben Nehmen
- 2010: Unwesen
- 2012: Gottgleich
- 2014: Kaltwaerts
- 2016: Aerdenbrand
- 2020: Eigengrab

### Синглы
- 2004: Ich Hab die Nacht Getraeumet
- 2006: Unter der Linden
- 2008: Vater
- 2009: Dark Dance
- 2010: Malitia Angelica
- 2012: Templerblut
- 2014: Bruderschaft
- 2016: Hick Hack Hackebeil
- 2019: Tanz
- 2020: Bei meiner Ehr'